# 墨西哥城地鐵7號線
墨西哥城地鐵7號線（西班牙語：Línea 7 del Metro de la Ciudad de México）是墨西哥城地鐵第7條路線，全長18.78公里，共14個車站，以橙色標示。